# Kipp Lennon
Pour les articles homonymes, voir Lennon.
 (septembre 2019).
Si vous disposez d'ouvrages ou d'articles de référence ou si vous connaissez des sites web de qualité traitant du thème abordé ici, merci de compléter l'article en donnant les références utiles à sa vérifiabilité et en les liant à la section « Notes et références ».
Christopher « Kipp » Lennon, né le 12 mars 1960 à Venice, en Californie aux États-Unis, est un musicien américain fondateur du groupe de folk rock Venice, dont il est le chanteur principal et guitariste.

## Biographie
Kipp Lennon est le fils de William et Isabelle Lennon. Son véritable prénom est Christophe, mais il explique sont surnom ainsi : « Lorsque l'on m’emmena pour la première fois à la maison, après ma naissance, en mars 1960, tout le monde m'appelait 'Chrissy', comme beaucoup font avec les bébés. Vous ajoutez un 'e', un 'y' ou quoi que ce soit d'autre à la fin de leur prénom pour faire un surnom. Mais mon frère Joe avait 3 ans et n'arrivait pas à dire 'Chrissy', il disait toujours 'Kippy'. Mon frère Dan, qui avait 10 ans, trouva ce surnom amusant, et depuis ce jour, qui est véritablement mon premier jour à la maison, personne ne m'a plus jamais appelé Christophe, si ce n'est les docteurs, les enseignants, les policiers et ma mère lorsqu'elle était en colère contre moi ».
Lorsque Kipp Lennon était âgé de 9 ans, lui et sa famille durent endurer la mort par balle du père, William. Chet Young, un stalker, qui se croyait marié avec la sœur de Kipp, Peggy (des Lennon Sisters), pensait que William empêchait leur relation et qu'il devait être éliminé. Il le tua sur le parking du golf de la Marina Del Rey et deux mois plus tard utilisa le même fusil pour se donner la mort. Plus tard, la famille a découvert une lettre encore fermée à l'intérieur de laquelle se trouvait un dessin de William Lennon avec un fusil pointé sur la tempe et les mots « High Noon » (l'heure du meurtre, midi).

## Musique
Le groupe Venice est fondé en 1977 par Kipp et son cousin Michael Lennon. L'année suivante, le frère de Michael, Mark, rejoint le groupe. Ils sont rejoints par le frère de Kipp, Pat, en 1980. Kipp joue de la guitare et écrit les chansons pour le groupe, avec lequel il sort treize albums. Il chante aussi avec Pine Mountain Logs, un groupe composé de plusieurs des membres des Venice.
En 1987, Kipp sort son premier album solo, Boom Boom Party. Un DVD, "Live At The Royal Carré Theater", sort en 2003.
Lennon chante aussi un duo avec David Crosby sur son album Thousand Roads. Il fait partie des chœurs dans la chanson Suspension qui est le titre principal de la bande originale du film et de la série télévisée Buck Rogers au XXVe siècle.
Il est le frère cadet du célèbre quatuor féminin The Lennon Sisters, qui est devenu populaire grâce au Lawrence Welk Show et qui garde une grande carrière durant les prochaines décennies.

## Film et télévision
Kipp Lennon a participé à la bande originale de nombreux films et séries télévisées. Il chante Turn up the Radio, All Day, All Night et One Step Closer de la bande originale du film de Disney, Double Switch. Il participe aussi à de nombreux épisodes de la série télévisée d'animation, Les Simpson. Dans l'épisode Mon pote Michael Jackson, même si Michael Jackson est la voix de Leon Kompowski, un personnage qui prétend être Michael Jackson, Kipp Lennon est sa voix lorsqu'il chante car le contrat de Michael Jackson n'incluait pas les chants. Dans cet épisode, il chante Ben, Billie Jean et Lisa, It's Your Birthday, une chanson écrite par Michael Jackson spécialement pour l'épisode. Il chante aussi les chansons du Roi de la Pop dans The Jacksons: An American Dream ainsi que dans l'épisode spécial des Pierrafeu. Il chante aussi Flaming Moe's, une parodie du générique de Cheers, dans l'épisode Un cocktail d'enfer, La Chanson de Grand-père dans L'Amoureux de Grand-Mère et Raindrops Keep Falling On My Head, dans Ne lui jetez pas la première bière. Il chante I'm Cheking In une chanson spéciale de la comédie musicale de Betty Ford dans l'épisode Homer contre New York. Kipp Lennon a également chanté pour L'Homme qui tombe à pic, The Story of Santa Claus, Huit, ça suffit !, pour la série de films La Coccinelle, pour C.H.U.D. 2 ou encore pour le film L'amour ne s'achète pas.